# Volkswagen Jetta City

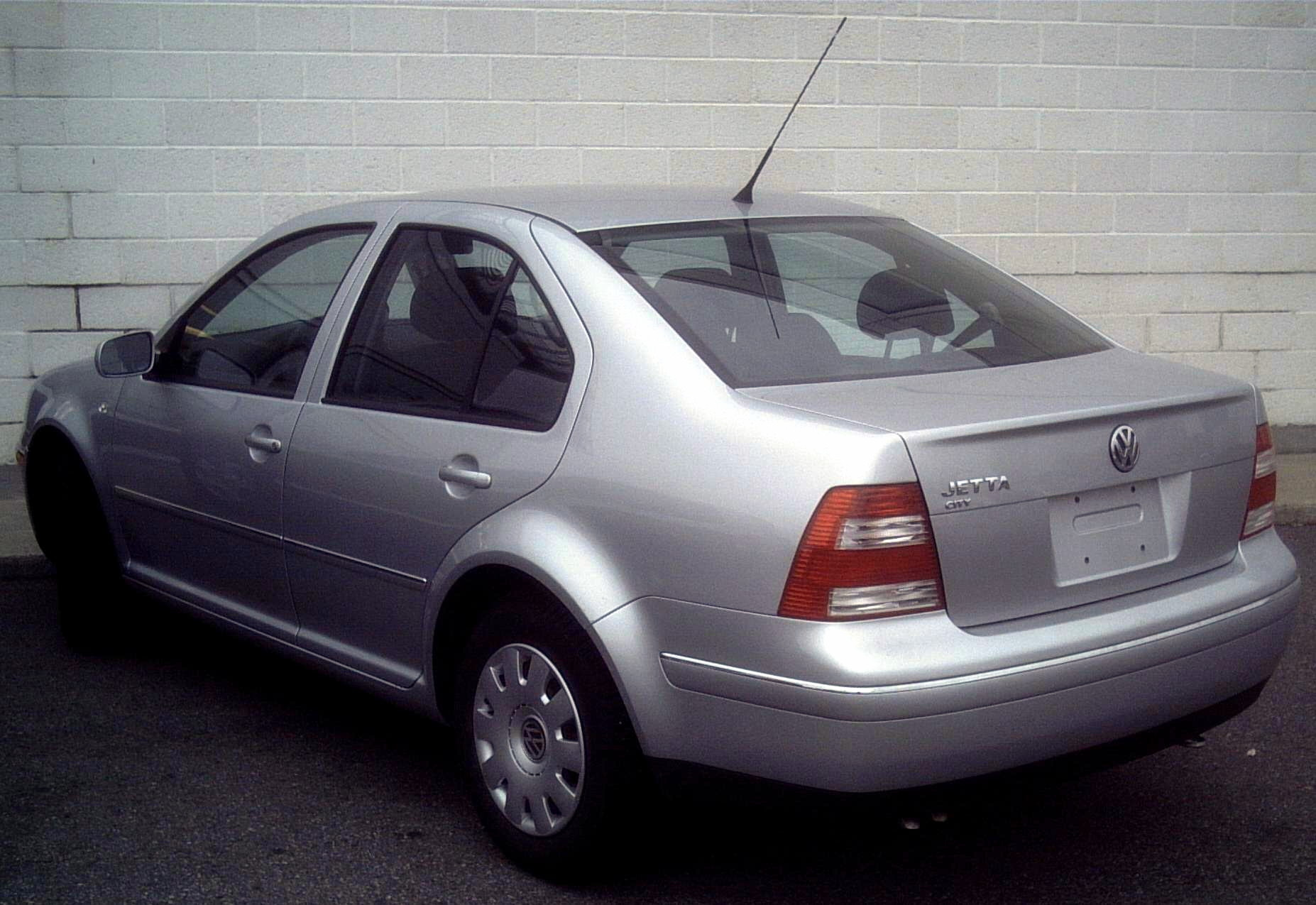
Les feux arrière spéciaux de la Jetta City

La Volkswagen Jetta City est une automobile fabriquée entre 2006 et 2014 par Volkswagen. Elle est commercialisée au Canada, en Chine et en Amérique du Sud. Elle est dérivée de la Volkswagen Bora. Elle possède une boîte manuelle à 5 rapport ou une automatique à 4 rapports. Elle est aussi commercialisée au Mexique sous le nom de Bora clasico, elle se démarque de la Jetta City par des feux arrière différents.

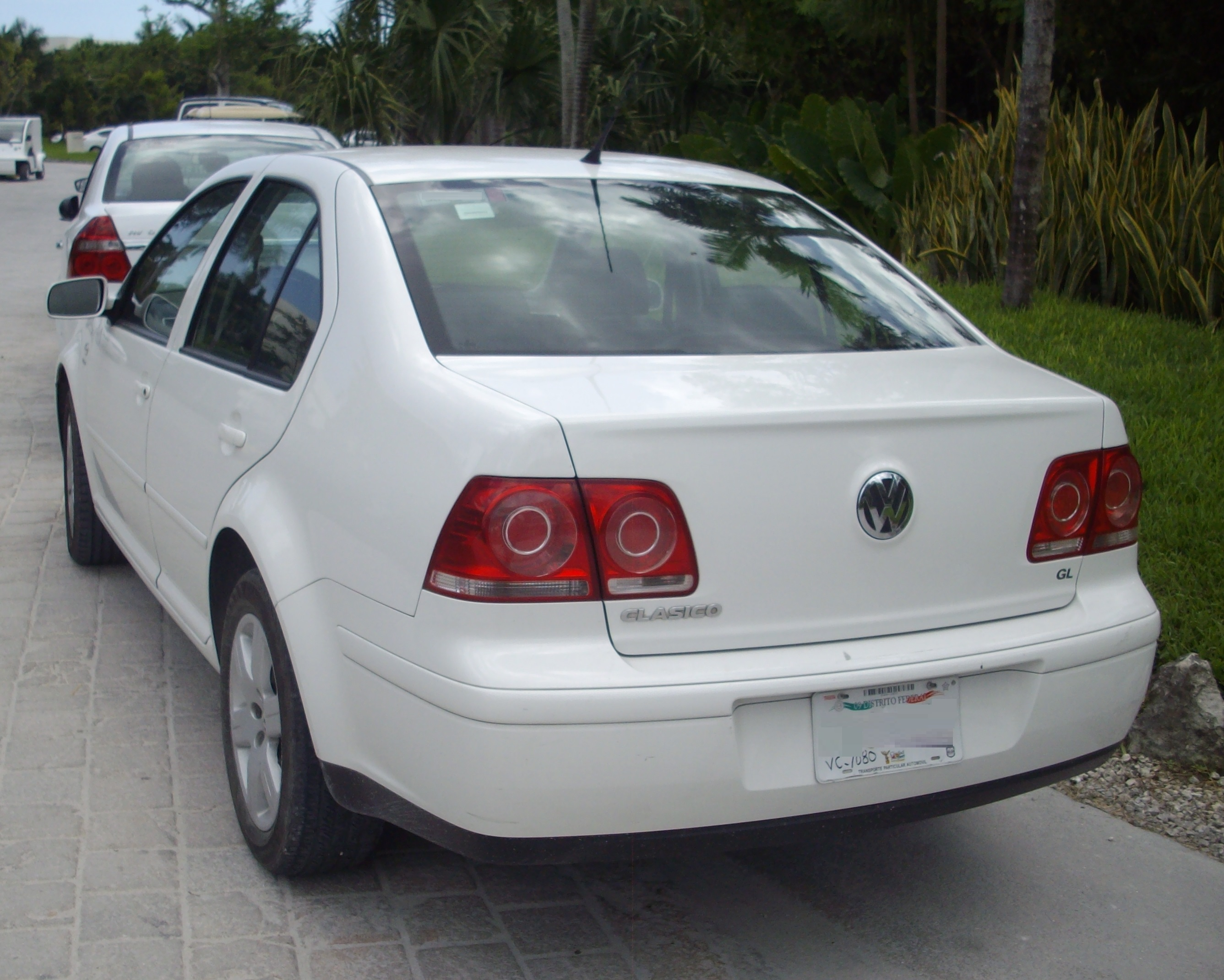
Arrière d'une Bora clasico
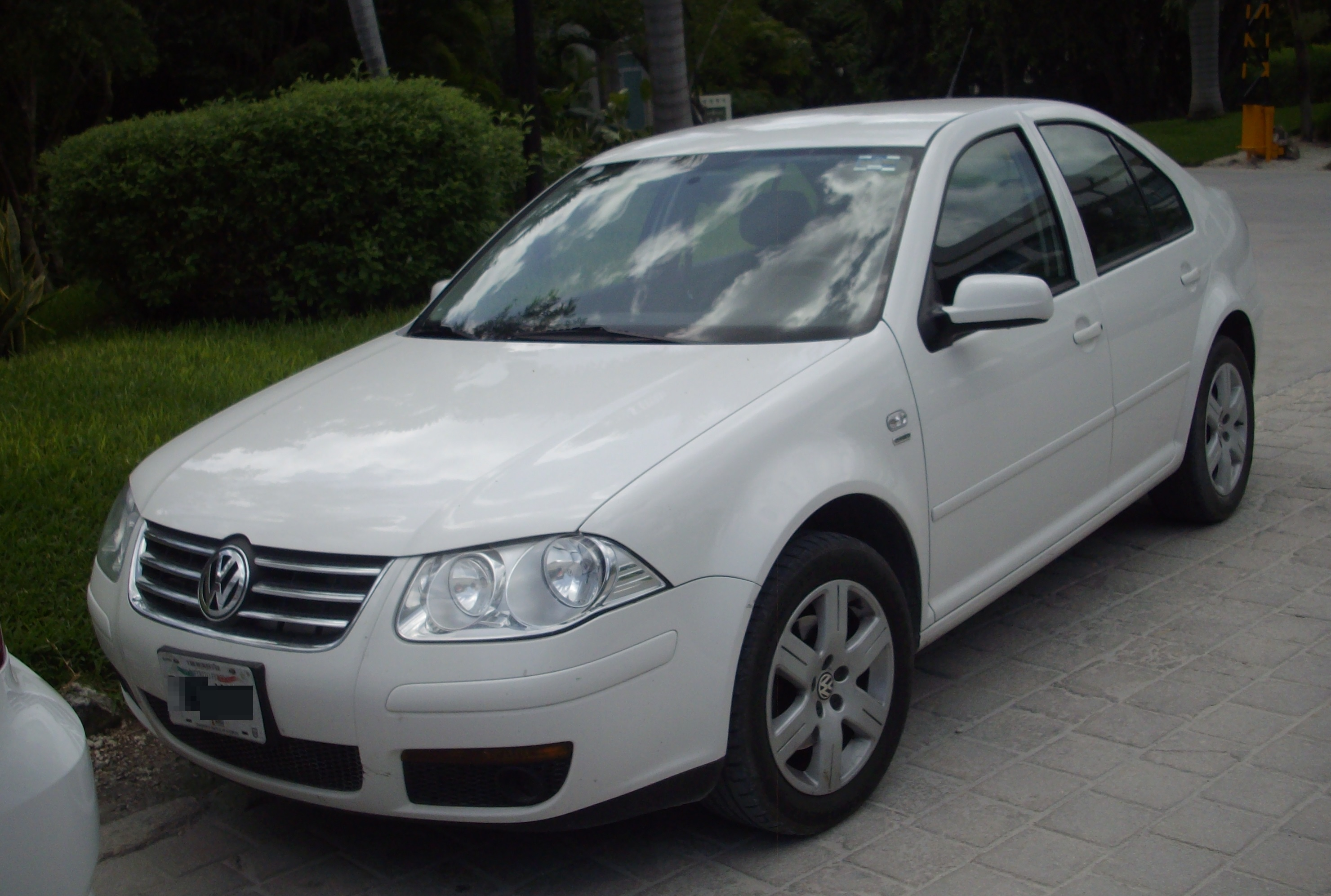
Bora clasico